# Вулиця Старокачаловська (станція метро)
55°34′11″ пн. ш. 37°34′34″ сх. д. / 55.56972° пн. ш. 37.57611° сх. д.
«Вулиця Старокачаловська» — 166-а станція Московського метрополітену, північна кінцева Бутовської лінії . Відкрита 27 грудня 2003 року разом з її першою чергою до станції «Бунінська алея». Названа по однойменній вулиці, поблизу якої і розташована.
Єдина в Москві станція, що складається з двох залів, розділених іншою станцією, і друга на терені колишнього СРСР (перша — «Джафар Джаббарли»). У кожному з них — одна платформа і одна колія. До відкриття станцій «Бітцевський парк» і «Лісопаркова», була єдиною станцією Бутовської лінії, що знаходиться під землею.

## Технічна характеристика
Станція споруджена з монолітного залізобетону за спеціальним проектом і має два окремі однопрогонні зали (глибина закладення — 10 м). Ширина платформ — 4,5 м. Довжина платформ — 102 м. Таким чином, це найкоротша з підземних станцій Московського метрополітену — поміститися на ній зможе не більше п'яти вагонів стандартної двадцятиметрової довжини.

## Вестибюлі і пересадки
«Вулиця Старокачаловська» — частина єдиного комплексу зі станцією Серпуховсько-Тимірязівської лінії «Бульвар Дмитра Донського», з боків якої і були побудовані обидві платформи Бутівської лінії. Зробити пересадку можна або через загальний південний вестибюль, або з північного торця станції. Незважаючи на те, що на естакадних станціях Бутівської лінії встановлені ліфти для підйому на платформу, на «Вулиці Старокачаловська» вони відсутні, що робить пересадку інвалідів на Серпуховсько-Тимірязівську лінію вкрай проблематичною.
До жовтня 2013 року в переході між станціями «Бульвар Дмитра Донського» і «Вулиця Старокачаловська» були розташовані турнікети і каси. Спочатку планувалося, що поїздка по лінії буде оплачуватися окремо, що обґрунтовувалося тим, що лінія нібито відноситься до іншого виду транспорту — легкому метро, проте ще до відкриття лінії від цих планів було вирішено відмовитися. Фактично лінія побудована за стандартами звичайного метро, але протягом майже десяти років вона позначалася на схемах, як лінія легкого метро.

## Колійний розвиток

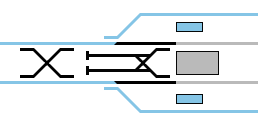
Схема колійного розвитку станції Бульвар Дмитра Донського

На південь від станції знаходяться з'їзди на колії Серпуховсько-Тимірязівської лінії (для сполучення лінії з обслуговуючим її депо «Варшавське»), а також перехресний з'їзд для обороту потягів. Всі стрілки розташовані у межах станції «Бульвар Дмитра Донського», мають спільну з нею нумерацію і мають управління з її блок-поста — таким чином, формально «Вулиця Старокачаловська» колійного розвитку не має.
Так як за станцією відсутні оборотні тупики, потяги прибувають в кожен із залів по черзі і відправляються назад з тієї ж колії (перед станцією розташований перехресний з'їзд). Таким чином, в штатному режимі висадка пасажирів (без посадки) може бути проведена тільки з потягів, що залишаються на станції для нічної розстановки (потяги, що прямують у депо, відправляють від станції «Бунінська алея» без пасажирів і на «Вулицю Старокачаловська» не заходять).

## Оздоблення
Станція оздоблена в одному стилі зі станцією «Бульвар Дмитра Донського», але в іншій кольоровій гамі: західний зал — у світло-сірому і темно-зеленому кольорі, східний — у світло-сірому і оранжевому. Колійні стіни оздоблені мармуром «коєлга» і сіро-рожевим Виборзьким гранітом . Освітлення платформ — світильники-бра у вигляді білих куль і люмінесцентні лампи.

## Ресурси Інтернету
- Офіційний сайт Московського метрополітену(рос.)
- Сайт «Московське метро»(рос.)
- Сайт «METRO.Фотоальбом» [Архівовано 4 березня 2016 у Wayback Machine.](рос.)
- Сайт «Прогулянки по метро» [Архівовано 8 лютого 2007 у Wayback Machine.](рос.)
- Сайт «Енциклопедія нашого транспорту» [Архівовано 22 листопада 2021 у Wayback Machine.](рос.)

| Попередня станція | Лінія | Лінія           | Лінія | Наступна станція    |
| ----------------- | ----- | --------------- | ----- | ------------------- |
| Лісопаркова       |       | Бутовська лінія |       | Вулиця Скобелевська |